# Philogène Auguste Joseph Duponchel
Philogène Auguste Joseph Duponchel (Valenciennes, 1774 – Parigi, 10 gennaio 1846) è stato un militare ed entomologo francese.

## Biografia
Dopo gli studi a Douai, raggiunse a sedici anni l'esercito francese e partecipò alle campagne del 1795 e 1796. Ricoprì incarichi nell'amministrazione e si stabilì a Parigi. 
Nel 1816, a 42 anni, fu costretto al pensionamento anticipato per le sue opinioni a favore di Bonaparte. Poté allora dedicarsi alla sua passione: lo studio degli insetti. Terminò nel 1838, dopo dodici anni di lavoro, l'Histoire naturelle des lépidoptère ou papillons de France (Storia naturale dei lepidotteri della Francia) iniziata da Jean-Baptiste Godart (1775-1825). Questa opera conta diciassette volumi (di cui dodici firmati da Duponchel), 7.600 pagine e 500 tavole colorate (queste uscirono con il titolo di Iconographie des Chenilles). Venne pubblicata dal 1832 al 1842 e vi si trova la descrizione di oltre quattromila specie di farfalle. 

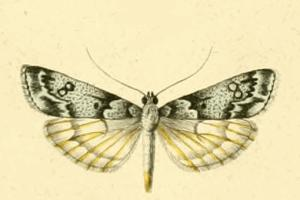
Eudonia vallesialis, uno dei lepidotteri denominati da Duponchel

Duponchel fu tra i fondatori della Société entomologique de France e divenne il suo primo tesoriere. Ebbe rapporti di scambio e collaborazione con Pierre Francois Marie Auguste Dejean (1780-1845), Auguste Duméril (1812-1870) e Pierre André Latreille (1762-1833). 
È sepolto nel cimitero di Montparnasse.

## Opere
- Jean-Baptiste Godart: Histoire naturelle des lépidoptères ou papillons de France. Scritto in collaborazione con Philogène Auguste Joseph Duponchel, Antoine Charles Vauthier, e Paul Chrétien Romain Constant Duménil. Parigi, Crevot. 1832-1842
- Philogène Auguste Joseph Duponchel: Monographie du genre Erotyle. Parigi, 1825
- Philogène Auguste Joseph Duponchel: Catalogue méthodique des lépidoptères d'Europe distribués en familles, tribus et genres: avec l'exposé des caractères sur lesquels ces divisions sont fondées, et l'indication des lieux et des époques où l'on trouve chaque espèce, pour servir de complément et de rectification à L'histoire naturelle des lépidoptères de France; devenue celle des lépidoptères d'Europe par les suppléments qu'on y a ajoutés. 523 S., Parigi, Méquignon-Marvis, 1844.
- Philogène Auguste Joseph Duponchel & Achille Guénée: Iconographie et histoire naturelle des chenilles, pour servir de complément à l'histoire naturelle des lépidoptères ou papillons de France de Godart et Duponchel. Tomo I, Diurnes. Parigi, Gerner Baillière, 1849
- Philogène Auguste Joseph Duponchel & Achille Guénée: Iconographie et histoire naturelle des chenilles, pour servir de complément à l'histoire naturelle des lépidoptères ou papillons de France de Godart et Duponchel. Tomo II, Crepusculaires. Nocturnes. Parigi, Gerner Baillière, 1849.